# AA Тельца
AA Тельца́ (лат. AA Tauri) − переменная звезда в созвездии Тельца, находящаяся в 450 световых лет от нас. Это красный карлик класса М главной последовательности типа T Тельца. Возраст звезды составляет менее 1 миллиона лет.

## Протопланетный диск
AA Тельца имеет протопланетный диск, в котором орбитальный инфракрасный телескоп Спитцер обнаружил органические молекулы, такие как цианид водорода, ацетилен и углекислый газ, а также пары воды.